# عرنة
قرية عرنة قرية من قرى سوريا وهي مركز بلدية تابع لمحافظة ريف دمشق وتقع عرنة في منطقة جبل الشيخ بعد قرية الريمة التي تشابهها تماما من حيث الطبيعة.
أهم معالمها نهر الأعوج الذي ينبع منها ومن الريمة بعدها.

## موقعها ومعالمها
تتميز عرنة بخصوبة تربتها وثلوجها التي تغطي جبل الشيخ فترة طويلة من السنة. تتميز أيضاً بزراعة التفاح والكرز والفواكه بشكل عام ويوجد فيها ينابيع عدة. تعيش فيها الطائفة المسيحية (الروم الأرثوذكس) وطائفة الموحدين الدروز. توجد فيها كنيسة القديس جاورجيوس.